# Rhizopogon
Rhizopogon es un género de hipogeos Basidiomycetes. Recientes estudios de micromorfológica y filogenética molecular ha establecido que Rhizopogon es un miembro de las Boletales, estrechamente relacionado con Suillus. Todas las especies de Rhizopogon son micorrizas y se cree que desempeñan un papel importante en la ecología de los bosques de coníferas . La especie Rhizopogon luteolus fue introducida deliberadamente en las plantaciones de Pinus radiata en Australia Occidental para mejorar el crecimiento de los árboles en la primera parte del siglo XX.

## Especies
Rhizopogon luteolus

Rhizopogon rubescens

Rhizopogon roseolus

Rhizopogon subcaerulescens

Rhizopogon villosulus

Rhizopogon vinicolor

Rhizopogon vulgaris

...